# Балсамиране
Балсамирането e временно запазване на тялото на починал човек, по-рядко животно, чрез химически или сродни средства и подготвянето му за показване на погребение. Балсамирането има дълга история, по време на която много култури придават на този процес огромно религиозно значение. Смята се, че балсамирането е измислено в Древен Египет.
Хората, които извършват балсамирането, се наричат балсаматори. В древен Египет това са т.нар. жреци – затворена професионална общност, гилдия. Балсаматорите подготвят и мумифицират телата на своите клиенти с цел да запазят душата и тялото им след смъртта. Загадките около мумифицирането никога не са били записвани на хартия от тези, които са го практикували. Историците Херодот и Диодор Сицилийски описват в свои текстове подробности за мумифицирането, след като е отминала класическата епоха на този занаят.

## Процес на балсамиране
Балсаматорът започва скоро след като е настъпила смъртта, преди да е започнал процесът на разлагане. Тялото се измива с очистваща вода и занася в Пер-Хефер (Дома за мумифициране. След това започва отстраняването на меките тъкани с екстракция на мозъка през носа и приключва с изпразване на коремната кухина. Стомахът, червата, черният дроб и белите дробове се отстраняват, почистват, консервират и се оставят настрана, за да бъдат погребани заедно с мумията. После изпразненото тяло се измива, пълни се с временни консерванти и се затваря. Следващата процедура е да се посипе добре с природна сода на прах, изсушаващ агент с антисептични свойства, който се използва като вещество при обредните очиствания в течение на много години. Сушенето на тялото отнема четиридесет дни. След като изсъхне, то се пренася във Ваабет (буквално мястото, където се извършва мумификацията), или Дома за пречистване. След това тялото се покрива с бинтове и се слага в покров.
Тялото се балсамира по предварително избран модел: редът, по който ще се сложат бинтовете, подходящите амулети и ще се произнесат точните заклинания, е предварително определен. Всяка подробност има важно значение, за да се определи точният начин, по който да се опази душата.

## Балсамирането в Древен Египет
Процесът на балсамиране в Древен Египет е продължавал около 70 дни. Най-напред чрез остър инструмент през носа бил изваждан главният мозък. След това през разрез на корема били изваждани всички вътрешни органи освен сърцето. Разрезът бил запушван с ленено платно и тялото било потапяно за около 40 дни в разтвор на вар, за да се изсуши – мумифицира. След това то било увивано с ленени превръзки.
Върху лицето понякога била поставяна маска, представляваща реалистичен портрет на починалия. Подобни портрети, известни в днешно време под името Фаюмски портрети, са можели да си позволят само по-заможните.
Балсамирането, като процес за запазване на тялото и на душата Ба, е измислено в Древен Египет по време на четвъртата фараонска династия. Жреците на Анубис ръководят процеса под зоркия поглед на самото божество. Всички меки тъкани, мозъка и по-голямата част от вътрешните органи се изваждат. Кухините се почистват и цялото тяло се покрива с натриев карбонат. Червата, дробовете, черният дроб и стомахът се запазват отделно, закриляни от четирите сина на бог Хор: Дуамутеф (стомах), Кебсенуеф (черва), Хапи (бели дробове), и Имсети (черен дроб). После тялото се намазва отвън и отвътре със смола, за да се консервира, след което се опакова в ленени бинтове.
Душата Ба може да се върне в тялото само ако то е добре запазено. Повреденото тяло не може да бъде разпознато от душата и това намалява възможността за вечен живот. Страхът от това кара египтяните да полагат особено внимание и старание при процеса на мумифициране и самото погребение. Тази „втора смърт“ може да се използва, за да се отмъсти на някого след смъртта му, като се унищожи мумията му.
Мумифицирани са и много животни, за които често се смята, че са били домашни любимци. Други египтолози твърдят, че това са божествени превъплъщения.